# W obronie własnej (film 2013)
W obronie własnej (ang. Homefront) – amerykański thriller z 2013 roku w reżyserii Gary’ego Fledera, wyprodukowany przez wytwórnię Open Road Films.

## Fabuła
Phil Broker (Jason Statham) z DEA brał udział w feralnej akcji, podczas której doszło do rozlewu krwi. Mężczyzna wychowuje dziewięcioletnią Maddy (Izabela Vidovic). Postanawia złożyć odznakę i rozpocząć nowe życie na prowincji Luizjany. Ma nadzieję, że w ten sposób ochroni dziewczynkę przed zagrożeniami związanymi z pracą agenta. Malowniczo położona miejscowość wydaje się prawdziwą oazą spokoju. Okazuje się jednak, że lokalna społeczność terroryzowana jest przez przestępcę Morgana „Gatora” Bodine’a (James Franco). Złoczyńcy uprowadzają córkę Brokera. Gotowy na wszystko ojciec musi ponownie sięgnąć po broń. Próbuje ocalić nie tylko życie najbliższej mu osoby, ale również okolicznych mieszkańców.

## Obsada
- Jason Statham jako Phil Broker
- James Franco jako Morgan „Gator” Bodine
- Winona Ryder jako Sheryl Marie Mott
- Marcus Hester jako Jimmy Klum
- Kate Bosworth jako Cassie Bodine Klum
- Chuck Zito jako Danny „T” Turrie
- Frank Grillo jako Cyrus Hanks
- Clancy Brown jako szeryf Keith Rodriguez
- Izabela Vidovic jako Maddy Broker
- Rachelle Lefevre jako Susan Hetch
- Christa Campbell jako Lydia
- Stuart Greer jako Lewis
- Omar Benson Miller jako Teedo
- Pruitt Taylor Vince jako Werks

## Odbiór

### Krytyka
Film W obronie własnej spotkał się z mieszaną reakcją krytyków. W serwisie Rotten Tomatoes 43% ze stu czternastu recenzji filmu jest pozytywne (średnia ocen wyniosła 4,95 na 10). Na portalu Metacritic średnia ocen z 35 recenzji wyniosła 40 punktów na 100.